# Slobodan Komljenović
Slobodan Komljenović (Servisch: Слободан Комљеновић) (Frankfurt am Main, 2 januari 1971) is een voormalig Joegoslavisch-Servisch profvoetballer, die speelde als verdediger gedurende zijn loopbaan. Hij werd geboren in West-Duitsland.

## Interlandcarrière
Komljenović speelde 22 interlands voor het nationale elftal van Joegoslavië en scoorde drie keer voor zijn vaderland, waaronder twee keer tijdens het WK voetbal 1998 in Frankrijk. Onder leiding van bondscoach Slobodan Santrač maakte hij zijn debuut voor de nationale ploeg op 23 december 1994 in de vriendschappelijke uitwedstrijd tegen Brazilië (2-0). Komljenović moest in dat duel na 72 minuten plaatsmaken voor een andere debutant, Goran Šaula.